# آلکانتاراس
آلکانتاراس (به پرتغالی: Alcântaras) یک سکونتگاه مسکونی در برزیل است که در سئارا واقع شده‌است.